# 马尔科勒莱索
马尔科勒莱索（法語：Marcols-les-Eaux，法語發音：[maʁkɔl le.z‿o]）是法国阿尔代什省的一个市镇，属于普里瓦区。

## 地理
马尔科勒莱索（44°48'54"N, 4°23'58"E）面积16 平方千米，位于法国奥弗涅-罗讷-阿尔卑斯大区阿尔代什省，该省份为法国东南部内陆省份，北起顺时针与卢瓦尔省、伊泽尔省、德龙省、沃克吕兹省、加尔省、洛泽尔省和上盧瓦爾省接壤。
与马尔科勒莱索接壤的市镇（或旧市镇、城区）包括：阿尔邦达尔代什、热内斯泰勒、伊萨穆朗、梅济亚克、圣热内斯拉尚、圣于连迪加。

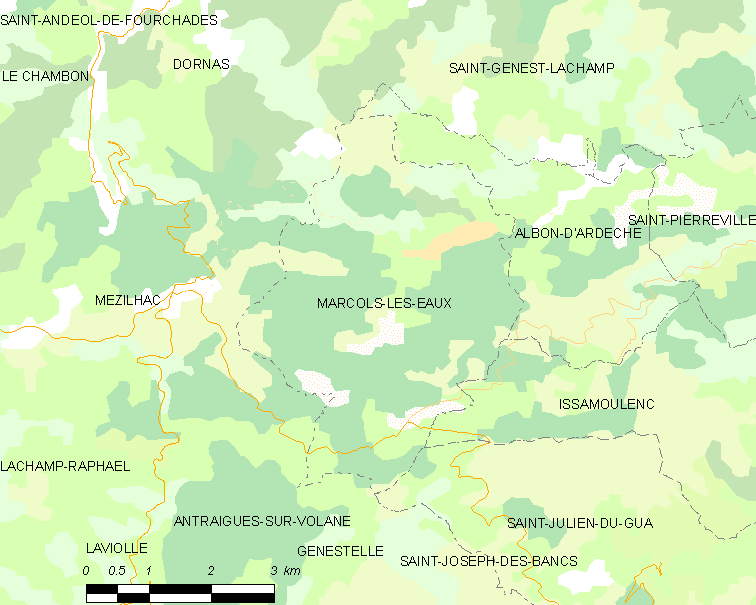
马尔科勒莱索的OSM定位图

马尔科勒莱索的时区为UTC+01:00、UTC+02:00（夏令时）。

## 行政
马尔科勒莱索的邮政编码为07190，INSEE市镇编码为07149。

## 政治
马尔科勒莱索所属的省级选区为上埃里约县。

## 人口

1962-2008年间马尔科勒莱索人口变化图示

马尔科勒莱索于2022年1月1日时的人口数量为283人。